# Liste der denkmalgeschützten Objekte in Ružomberok
Die Liste der denkmalgeschützten Objekte in Ružomberok enthält die 120 nach slowakischen Denkmalschutzvorschriften geschützten Objekte in der Gemeinde Ružomberok im Okres Ružomberok.

## Denkmäler
| Foto |                 | Denkmal / č. ÚZPF                                                      | Standort / Konskr. Nr.                                                        | Offizielle Beschreibung                               | Beschreibung                                                       | Metadaten                                                                  |
| ---- | --------------- | ---------------------------------------------------------------------- | ----------------------------------------------------------------------------- | ----------------------------------------------------- | ------------------------------------------------------------------ | -------------------------------------------------------------------------- |
| BW   | Datei hochladen | Kirche(sk) ObjektID: 508-11678/1                                       | 60 Standort KG: Hrboltová Konskr.Nr.: 60                                      | r.k.sv.Kataríny;kostol sv.Kataríny Alexandrij.        | römisch-katholische Kirche St. Katharina von Alexandria            | č. NKP: 508-11678/1 Stand des NKP: 2012-02-08 Name: KOSTOL                 |
| BW   | Datei hochladen | Friedhof(sk) ObjektID: 508-11678/2                                     | 60 Standort KG: Hrboltová Konskr.Nr.: 60                                      | neskúmané                                             | nicht untersucht                                                   | č. NKP: 508-11678/2 Stand des NKP: 2012-02-08 Name: CINTORÍN PRÍKOSTOLNÝ   |
|      | Datei hochladen | Grabstein(sk) ObjektID: 508-417/0                                      | KG: Ružomberok Konskr.Nr.:                                                    | černovská masakra;pamätník černovským martýrom        | der Märtyrer des Massakers von Černovská                           | č. NKP: 508-417/0 Stand des NKP: 2012-02-08 Name: NÁHROBOK                 |
| ja   | Datei hochladen | Kirche(sk) ObjektID: 508-370/0                                         | 3 Standort KG: Ružomberok Konskr.Nr.: 407                                     | r.k.P.M.Ružencovej                                    | römisch-katholische Kirche Mariä Rosenkranz                        | č. NKP: 508-370/0 Stand des NKP: 2012-02-08 Name: KOSTOL                   |
| BW   | Datei hochladen | SOKOLOVŇA ObjektID: 508-11623/0                                        | Bernolákova ul. 8 Standort KG: Ružomberok Konskr.Nr.: 1418                    | telocvičňa TJ SOKOL                                   | Turnhalle Sportverein Falke                                        | č. NKP: 508-11623/0 Stand des NKP: 2012-02-08 Name: SOKOLOVŇA              |
| ja   | Datei hochladen | Kirche(sk) ObjektID: 508-11617/0                                       | Bernolákova ul. 9 Standort KG: Ružomberok Konskr.Nr.: 1401                    | ev.a.v.                                               | evangelische Kirche                                                | č. NKP: 508-11617/0 Stand des NKP: 2012-02-08 Name: KOSTOL                 |
|      | Datei hochladen | Grab(sk) ObjektID: 508-416/0                                           | Cintorínska ul. 0 KG: Ružomberok Konskr.Nr.:                                  | Fulla Ľudovít;1902-1980,výtvarník                     | des Ľudovít Fulla, Künstler                                        | č. NKP: 508-416/0 Stand des NKP: 2012-02-08 Name: HROBKA                   |
|      | Datei hochladen | Grab(sk) ObjektID: 508-3400/0                                          | Cintorínska ul. KG: Ružomberok Konskr.Nr.:                                    | rod.Makovických;Hrobka Makovických                    | der Familie Makovických                                            | č. NKP: 508-3400/0 Stand des NKP: 2012-02-08 Name: HROBKA                  |
| BW   | Datei hochladen | Bank(sk) ObjektID: 508-11694/0                                         | Dončova ul. 2 Standort KG: Ružomberok Konskr.Nr.: 1455                        | solitér,nárožná;NBČ-filiálka Ružomberok               | NBC-Niederlassung Rosenberg                                        | č. NKP: 508-11694/0 Stand des NKP: 2012-02-08 Name: BANKA                  |
| ja   | Datei hochladen | Schule(sk) ObjektID: 508-10515/0                                       | Dončova ul. 4 Standort KG: Ružomberok Konskr.Nr.: 1156                        | chodbová,solitér;sídlo okr.rev.národ.výboru-SNP       | Sitz des Bezirksausschusses im Nationalaufstand                    | č. NKP: 508-10515/0 Stand des NKP: 2012-02-08 Name: ŠKOLA                  |
| ja   | Datei hochladen | Säule(sk) ObjektID: 508-369/1                                          | Hlinku A. nám. Standort KG: Ružomberok Konskr.Nr.:                            | trojboký;trojboký pilier                              | Dreieckssäule                                                      | č. NKP: 508-369/1 Stand des NKP: 2012-02-08 Name: PILIER                   |
| ja   | Datei hochladen | Statue(sk) ObjektID: 508-369/2                                         | Hlinku A. nám. 0 Standort KG: Ružomberok Konskr.Nr.:                          | Panna Mária-Immaculata;Nepoškvrnená Panna Mária       | der unbefleckten Jungfrau Maria                                    | č. NKP: 508-369/2 Stand des NKP: 2012-02-08 Name: SOCHA                    |
| BW   | Datei hochladen | Mausoleum(sk) ObjektID: 508-10557/0                                    | Hlinku A. nám. Standort KG: Ružomberok Konskr.Nr.:                            | Hlinka Andrej;1864-1938,politik                       | des Andrej Hlinka, Politiker und katholischer Priester             | č. NKP: 508-10557/0 Stand des NKP: 2012-02-08 Name: MAUZÓLEUM              |
| ja   | Datei hochladen | Gedenkrathaus(sk) ObjektID: 508-368/1                                  | Hlinku A. nám. 1 Standort KG: Ružomberok Konskr.Nr.: 1098                     | solitér;mestský dom a fara A.Hlinku                   | Stadthaus und Pfarrhaus A.Hlinku                                   | č. NKP: 508-368/1 Stand des NKP: 2012-02-08 Name: RADNICA PAMÄTNÁ          |
| ja   | Datei hochladen | Gedenktafel mit Büste(sk) ObjektID: 508-368/2                          | Hlinku A. nám. 1 KG: Ružomberok Konskr.Nr.: 1098                              | Seton-Watson;1879-1951,politológ,novinár              | an den Politologen Robert William Seton-Watson                     | č. NKP: 508-368/2 Stand des NKP: 2012-02-08 Name: TABUĽA PAMÄTNÁ S BUSTOU  |
| ja   | Datei hochladen | Kirche(sk) Andreaskirche ObjektID: 508-365/0                           | Hlinku A. nám. 3 Standort KG: Ružomberok Konskr.Nr.: 1099                     | r.k.sv.Ondreja;farský,pôsobisko A.Hlinku              | römisch-katholische Pfarrkirche St. Andreas                        | č. NKP: 508-365/0 Stand des NKP: 2012-02-08 Name: KOSTOL                   |
| ja   | Datei hochladen | Schule(sk) ObjektID: 508-11630/1                                       | Hlinku A. nám. 5 Standort KG: Ružomberok Konskr.Nr.: 1100                     | chodbová,solitér;r.k.chlapčenská ľudová škola         | römisch-katholisches Jungengymnasium St. Andreas                   | č. NKP: 508-11630/1 Stand des NKP: 2012-02-08 Name: ŠKOLA                  |
| ja   | Datei hochladen | SOCHA-VSA ObjektID: 508-11630/2                                        | Hlinku A. nám. 5 KG: Ružomberok Konskr.Nr.: 1100                              | Kristus Učiteľ                                        | Christus der Lehrer                                                | č. NKP: 508-11630/2 Stand des NKP: 2012-02-08 Name: SOCHA-VSA              |
| BW   | Datei hochladen | Residenz(sk) ObjektID: 508-366/1                                       | Hlinku A. nám. 58 Standort KG: Ružomberok Konskr.Nr.: 1157                    | piaristov;piaristický kláštor                         | Piaristenkloster                                                   | č. NKP: 508-366/1 Stand des NKP: 2012-02-08 Name: REZIDENCIA REHOĽNÁ       |
|      | Datei hochladen | Kirche(sk) ObjektID: 508-366/2                                         | Hlinku A. nám. 58 KG: Ružomberok Konskr.Nr.: 1158                             | r.k.Povýšenia sv.Kríža;rehoľný kostol,piarist.,jezuit | römisch-katholische Kirche vom Hlg. Kreuz, piaristisch, jesuitisch | č. NKP: 508-366/2 Stand des NKP: 2012-02-08 Name: KOSTOL                   |
| ja   | Datei hochladen | Gymnasium(sk) ObjektID: 508-366/3                                      | Hlinku A. nám. 60 Standort KG: Ružomberok Konskr.Nr.: 1159                    | chodbové,solitér;býv.št.reál.gymn.,osobitná šk.       | ehem. ? Realgymnasium, Sonderschule                                | č. NKP: 508-366/3 Stand des NKP: 2012-02-08 Name: GYMNÁZIUM                |
|      | Datei hochladen | Gedenkbereich(sk) ObjektID: 508-10541/0                                | Hlinku A. ul. KG: Ružomberok Konskr.Nr.:                                      | černovská masakra;Pam.miesto černovskej masakry       | für das Černovská Massaker                                         | č. NKP: 508-10541/0 Stand des NKP: 2012-02-08 Name: MIESTO PAMÄTNÉ         |
| BW   | Datei hochladen | Mehrfamilienhaus in regionaltypischem Baustil(sk) ObjektID: 508-1622/0 | Hlinku A. ul. 11,13,15 Standort KG: Ružomberok Konskr.Nr.: 234,235,238        | murovaný;robotnícky štvordom                          | Ziegel, Arbeiterhaus                                               | č. NKP: 508-1622/0 Stand des NKP: 2012-02-08 Name: DOM ĽUDOVÝ VIACRODINNÝ  |
| BW   | Datei hochladen | Mehrfamilienhaus in regionaltypischem Baustil(sk) ObjektID: 508-1618/0 | Hlinku A. ul. 17,19,21,23 Standort KG: Ružomberok Konskr.Nr.: 236,237,239,240 | murovaný;roľnícko-robotnícky štvordom                 | Ziegel, Haus für Agrararbeiter                                     | č. NKP: 508-1618/0 Stand des NKP: 2012-02-08 Name: DOM ĽUDOVÝ VIACRODINNÝ  |
| ja   | Datei hochladen | Gebäude(sk) ObjektID: 508-11692/1                                      | Kačkova ul. Standort KG: Ružomberok Konskr.Nr.: 1376                          | solitér;Železničná stanica Ružomberok                 | Bahnhof Ružomberok                                                 | č. NKP: 508-11692/1 Stand des NKP: 2012-02-08 Name: BUDOVA VÝPRAVNÁ        |
|      | Datei hochladen | Wasserturm(sk) ObjektID: 508-11692/2                                   | Kačkova ul. KG: Ružomberok Konskr.Nr.: 1376                                   | solitér;vodojem                                       | Tank                                                               | č. NKP: 508-11692/2 Stand des NKP: 2012-02-08 Name: VEŽA VODÁRENSKÁ        |
|      | Datei hochladen | Umzäunung(sk) ObjektID: 508-11692/3                                    | Kačkova ul. KG: Ružomberok Konskr.Nr.: 1376                                   | murované+kovové                                       | Ziegel                                                             | č. NKP: 508-11692/3 Stand des NKP: 2012-02-08 Name: OPLOTENIE              |
| ja   | Datei hochladen | Bürgerhaus(sk) ObjektID: 508-10511/0                                   | Mostová ul. 13 KG: Ružomberok Konskr.Nr.: 1337                                | Šrobár Vavro;1867-1950,politik                        | Vavro Šrobár, Arzt und Politiker                                   | č. NKP: 508-10511/0 Stand des NKP: 2012-02-08 Name: DOM MEŠTIANSKY PAMÄTNÝ |
| ja   | Datei hochladen | Bank(sk) ObjektID: 508-10512/0                                         | Mostová ul. 16 KG: Ružomberok Konskr.Nr.: 1353                                | radová;Ľudová banka                                   | Reihenhaus, Bank Ludová                                            | č. NKP: 508-10512/0 Stand des NKP: 2012-02-08 Name: BANKA                  |
| ja   | Datei hochladen | Synagoge(sk) ObjektID: 508-10513/0                                     | Panská ul. 3 Standort KG: Ružomberok Konskr.Nr.: 1070                         | neologická                                            | neologische                                                        | č. NKP: 508-10513/0 Stand des NKP: 2012-02-08 Name: SYNAGÓGA               |
|      | Datei hochladen | Bürgerhaus(sk) ObjektID: 508-10507/0                                   | Podhora ul. 9 KG: Ružomberok Konskr.Nr.: 1281                                 | prejazdový,radový;Dom rod.Makovických                 | Reihenhaus, Passage, Haus der Familie Makovických                  | č. NKP: 508-10507/0 Stand des NKP: 2012-02-08 Name: DOM MEŠTIANSKY PAMÄTNÝ |
|      | Datei hochladen | Bürgerhaus(sk) ObjektID: 508-10508/0                                   | Podhora ul. 11 KG: Ružomberok Konskr.Nr.: 1285                                | prejazdový,radový;Dom rodiny Houdekovej               | Reihenhaus, Passage, Haus der Familie Houdekovej                   | č. NKP: 508-10508/0 Stand des NKP: 2012-02-08 Name: DOM MEŠTIANSKY PAMÄTNÝ |
|      | Datei hochladen | Stadtpalais(sk) ObjektID: 508-11622/0                                  | Podhora ul. 22 KG: Ružomberok Konskr.Nr.: 1317                                | radový;palác grófa Štefana Rakovského                 | Reihenhaus, Palast des Grafen Stephen Rakowski                     | č. NKP: 508-11622/0 Stand des NKP: 2012-02-08 Name: PALÁC MESTSKÝ          |
|      | Datei hochladen | Bank(sk) ObjektID: 508-10510/0                                         | Podhora ul. 33 KG: Ružomberok Konskr.Nr.: 1297                                | nárožná;Slovenská banka                               | Eckhaus, Slowakische Bank                                          | č. NKP: 508-10510/0 Stand des NKP: 2012-02-08 Name: BANKA                  |
|      | Datei hochladen | Sockel(sk) ObjektID: 508-10516/1                                       | Slobody nám. KG: Ružomberok Konskr.Nr.:                                       | architektonický;pódium+3 hranolové telesá             |                                                                    | č. NKP: 508-10516/1 Stand des NKP: 2012-02-08 Name: PODSTAVEC              |
| ja   | Datei hochladen | Statuengruppe(sk) ObjektID: 508-10516/2                                | Slobody nám. KG: Ružomberok Konskr.Nr.:                                       | Poroba;alegorické súsošie Poroby                      | Allegorie der Knechtschaft                                         | č. NKP: 508-10516/2 Stand des NKP: 2012-02-08 Name: SÚSOŠIE                |
| ja   | Datei hochladen | Statuengruppe(sk) ObjektID: 508-10516/3                                | Slobody nám. KG: Ružomberok Konskr.Nr.:                                       | Odboj;alegorické súsošie Odboja                       | Allegorie Widerstand                                               | č. NKP: 508-10516/3 Stand des NKP: 2012-02-08 Name: SÚSOŠIE                |
| ja   | Datei hochladen | Statue(sk) ObjektID: 508-10516/4                                       | Slobody nám. KG: Ružomberok Konskr.Nr.:                                       | Víťazstvo;alegorická socha Víťazstva                  | Allegorie Sieg                                                     | č. NKP: 508-10516/4 Stand des NKP: 2012-02-08 Name: SOCHA                  |
|      | Datei hochladen | Schloss(sk) ObjektID: 508-367/0                                        | Zarevúcka ul. 1 KG: Ružomberok Konskr.Nr.: 1                                  | Kaštieľ sv.Žofie                                      | Herrenhaus St. Sofia                                               | č. NKP: 508-367/0 Stand des NKP: 2012-02-08 Name: KAŠTIEĽ                  |
| ja   | Datei hochladen | Gebäude in regionaltypischem Baustil(sk) ObjektID: 508-2832/1          | Standort KG: Vlkolínec Konskr.Nr.: 9003                                       | zrubový                                               |                                                                    | č. NKP: 508-2832/1 Stand des NKP: 2012-02-08 Name: DOM ĽUDOVÝ              |
|      | Datei hochladen | PLOT ObjektID: 508-2832/2                                              | KG: Vlkolínec Konskr.Nr.: 9003                                                | drevený                                               |                                                                    | č. NKP: 508-2832/2 Stand des NKP: 2012-02-08 Name: PLOT                    |
|      | Datei hochladen | Scheune(sk) ObjektID: 508-2832/3                                       | KG: Vlkolínec Konskr.Nr.: 9003                                                | zrubová;humno                                         |                                                                    | č. NKP: 508-2832/3 Stand des NKP: 2012-02-08 Name: STODOLA                 |
|      | Datei hochladen | Stall(sk) ObjektID: 508-2832/4                                         | KG: Vlkolínec Konskr.Nr.: 9003                                                | zrubová                                               |                                                                    | č. NKP: 508-2832/4 Stand des NKP: 2012-02-08 Name: MAŠTAĽ                  |
| ja   | Datei hochladen | Gebäude in regionaltypischem Baustil(sk) ObjektID: 508-2833/1          | Standort KG: Vlkolínec Konskr.Nr.: 9004                                       | zrubový                                               |                                                                    | č. NKP: 508-2833/1 Stand des NKP: 2012-02-08 Name: DOM ĽUDOVÝ              |
|      | Datei hochladen | Wirtschaftsgebäude(sk) ObjektID: 508-2833/2                            | KG: Vlkolínec Konskr.Nr.: 9004                                                | zrubová;maštaľ,chliev,2-záčin.stodola                 |                                                                    | č. NKP: 508-2833/2 Stand des NKP: 2012-02-08 Name: STAVBA HOSPODÁRSKA      |
|      | Datei hochladen | Scheune(sk) ObjektID: 508-2833/3                                       | KG: Vlkolínec Konskr.Nr.: 9062                                                | rámová;humno                                          |                                                                    | č. NKP: 508-2833/3 Stand des NKP: 2012-02-08 Name: STODOLA                 |
| ja   | Datei hochladen | Gebäude in regionaltypischem Baustil(sk) ObjektID: 508-2834/1          | KG: Vlkolínec Konskr.Nr.: 9005                                                | zrubový;predný dom dvojdomu                           | Vorderhaus-Doppelhaushälfte                                        | č. NKP: 508-2834/1 Stand des NKP: 2012-02-08 Name: DOM ĽUDOVÝ I.           |
|      | Datei hochladen | Gebäude in regionaltypischem Baustil(sk) ObjektID: 508-2834/2          | KG: Vlkolínec Konskr.Nr.: 9006                                                | zrubový;zadný dom dvojdomu                            |                                                                    | č. NKP: 508-2834/2 Stand des NKP: 2012-02-08 Name: DOM ĽUDOVÝ II.          |
|      | Datei hochladen | Wirtschaftsgebäude(sk) ObjektID: 508-2834/3                            | KG: Vlkolínec Konskr.Nr.: 9005-9006                                           | zrubová;humno (maštaľ,záčin)                          |                                                                    | č. NKP: 508-2834/3 Stand des NKP: 2012-02-08 Name: STAVBA HOSPODÁRSKA      |
| ja   | Datei hochladen | Gebäude in regionaltypischem Baustil(sk) ObjektID: 508-2835/0          | Standort KG: Vlkolínec Konskr.Nr.: 9007                                       | zrubový+murovaný                                      |                                                                    | č. NKP: 508-2835/0 Stand des NKP: 2012-02-08 Name: DOM ĽUDOVÝ              |
| ja   | Datei hochladen | Gebäude in regionaltypischem Baustil(sk) ObjektID: 508-2836/1          | KG: Vlkolínec Konskr.Nr.: 9008                                                | zrubový                                               |                                                                    | č. NKP: 508-2836/1 Stand des NKP: 2012-02-08 Name: DOM ĽUDOVÝ              |
|      | Datei hochladen | Scheune(sk) ObjektID: 508-2836/2                                       | KG: Vlkolínec Konskr.Nr.: 9008                                                | zrubová;humno(mlatovisko,maštaľ,záčin)                |                                                                    | č. NKP: 508-2836/2 Stand des NKP: 2012-02-08 Name: STODOLA                 |
| ja   | Datei hochladen | Gebäude in regionaltypischem Baustil(sk) ObjektID: 508-2837/1          | Standort KG: Vlkolínec Konskr.Nr.: 9009                                       | zrubový+murovaný                                      |                                                                    | č. NKP: 508-2837/1 Stand des NKP: 2012-02-08 Name: DOM ĽUDOVÝ              |
|      | Datei hochladen | Stall(sk) ObjektID: 508-2837/2                                         | KG: Vlkolínec Konskr.Nr.: 9009                                                | zrubová;hospodárska budova                            |                                                                    | č. NKP: 508-2837/2 Stand des NKP: 2012-02-08 Name: MAŠTAĽ                  |
| ja   | Datei hochladen | Gebäude in regionaltypischem Baustil(sk) ObjektID: 508-2838/1          | Standort KG: Vlkolínec Konskr.Nr.: 9010                                       | zrubový;kópia pôvodného objektu                       | Kopie des ursprünglichen Objekts                                   | č. NKP: 508-2838/1 Stand des NKP: 2012-02-08 Name: DOM ĽUDOVÝ              |
|      | Datei hochladen | Scheune(sk) ObjektID: 508-2838/2                                       | KG: Vlkolínec Konskr.Nr.: 9010                                                | zrubová;humno                                         |                                                                    | č. NKP: 508-2838/2 Stand des NKP: 2012-02-08 Name: STODOLA                 |
|      | Datei hochladen | Schuppen(sk) ObjektID: 508-2838/3                                      | KG: Vlkolínec Konskr.Nr.: 9010                                                | zrubový                                               |                                                                    | č. NKP: 508-2838/3 Stand des NKP: 2012-02-08 Name: CHLIEV                  |
|      | Datei hochladen | PLOT ObjektID: 508-2838/4                                              | KG: Vlkolínec Konskr.Nr.: 9010                                                | drevený;plot s bránou a bránkou                       |                                                                    | č. NKP: 508-2838/4 Stand des NKP: 2012-02-08 Name: PLOT                    |
|      | Datei hochladen | Gebäude in regionaltypischem Baustil(sk) ObjektID: 508-2839/0          | KG: Vlkolínec Konskr.Nr.: 9011                                                | zrubový                                               |                                                                    | č. NKP: 508-2839/0 Stand des NKP: 2012-02-08 Name: DOM ĽUDOVÝ              |
| ja   | Datei hochladen | Gebäude in regionaltypischem Baustil(sk) ObjektID: 508-2840/1          | KG: Vlkolínec Konskr.Nr.: 9012                                                | zrubový                                               |                                                                    | č. NKP: 508-2840/1 Stand des NKP: 2012-02-08 Name: DOM ĽUDOVÝ              |
|      | Datei hochladen | Scheune(sk) ObjektID: 508-2840/2                                       | KG: Vlkolínec Konskr.Nr.: 9012                                                | zrubová+rámová;humno                                  |                                                                    | č. NKP: 508-2840/2 Stand des NKP: 2012-02-08 Name: STODOLA                 |
| ja   | Datei hochladen | Gebäude in regionaltypischem Baustil(sk) ObjektID: 508-2841/1          | KG: Vlkolínec Konskr.Nr.: 9013                                                | zrubový                                               |                                                                    | č. NKP: 508-2841/1 Stand des NKP: 2012-02-08 Name: DOM ĽUDOVÝ              |
|      | Datei hochladen | Scheune und Stall(sk) ObjektID: 508-2841/2                             | KG: Vlkolínec Konskr.Nr.: 9013                                                | zrubová                                               |                                                                    | č. NKP: 508-2841/2 Stand des NKP: 2012-02-08 Name: STODOLA S MAŠTAĽOU      |
| ja   | Datei hochladen | Gebäude in regionaltypischem Baustil(sk) ObjektID: 508-2842/0          | KG: Vlkolínec Konskr.Nr.: 9014                                                | zrubový                                               |                                                                    | č. NKP: 508-2842/0 Stand des NKP: 2012-02-08 Name: DOM ĽUDOVÝ              |
| ja   | Datei hochladen | Gebäude in regionaltypischem Baustil(sk) ObjektID: 508-2843/1          | Standort KG: Vlkolínec Konskr.Nr.: 9015                                       | zrubový                                               |                                                                    | č. NKP: 508-2843/1 Stand des NKP: 2012-02-08 Name: DOM ĽUDOVÝ              |
|      | Datei hochladen | Scheune und Stall(sk) ObjektID: 508-2843/2                             | KG: Vlkolínec Konskr.Nr.: 9015                                                | zrubová;humno                                         |                                                                    | č. NKP: 508-2843/2 Stand des NKP: 2012-02-08 Name: STODOLA S MAŠTAĽOU      |
| ja   | Datei hochladen | Gebäude in regionaltypischem Baustil(sk) ObjektID: 508-2844/1          | Standort KG: Vlkolínec Konskr.Nr.: 9016-9017                                  | zrubový;dvojdom                                       |                                                                    | č. NKP: 508-2844/1 Stand des NKP: 2012-02-08 Name: DOM ĽUDOVÝ              |
|      | Datei hochladen | Scheune(sk) ObjektID: 508-2844/2                                       | KG: Vlkolínec Konskr.Nr.: 9016-9017                                           | zrubová;humno                                         |                                                                    | č. NKP: 508-2844/2 Stand des NKP: 2012-02-08 Name: STODOLA                 |
|      | Datei hochladen | Stall(sk) ObjektID: 508-2844/3                                         | KG: Vlkolínec Konskr.Nr.: 9016-9017                                           | zrubová                                               |                                                                    | č. NKP: 508-2844/3 Stand des NKP: 2012-02-08 Name: MAŠTAĽ                  |
|      | Datei hochladen | Getreidespeicher(sk) ObjektID: 508-2844/4                              | KG: Vlkolínec Konskr.Nr.: 9065                                                | kamenná                                               |                                                                    | č. NKP: 508-2844/4 Stand des NKP: 2012-02-08 Name: SÝPKA                   |
| ja   | Datei hochladen | Gebäude in regionaltypischem Baustil(sk) ObjektID: 508-2845/1          | Standort KG: Vlkolínec Konskr.Nr.: 9018                                       | zrubový                                               |                                                                    | č. NKP: 508-2845/1 Stand des NKP: 2012-02-08 Name: DOM ĽUDOVÝ              |
|      | Datei hochladen | Scheune(sk) ObjektID: 508-2845/2                                       | KG: Vlkolínec Konskr.Nr.: 9018                                                | zrubová                                               |                                                                    | č. NKP: 508-2845/2 Stand des NKP: 2012-02-08 Name: STODOLA                 |
|      | Datei hochladen | Wirtschaftsgebäude(sk) ObjektID: 508-2846/0                            | KG: Vlkolínec Konskr.Nr.: 9073                                                | zrubová;humno s maštaľou a chlievom                   |                                                                    | č. NKP: 508-2846/0 Stand des NKP: 2012-02-08 Name: STAVBA HOSPODÁRSKA      |
| ja   | Datei hochladen | Gebäude in regionaltypischem Baustil(sk) ObjektID: 508-2847/1          | Standort KG: Vlkolínec Konskr.Nr.: 9020                                       | zrubový+murovaný;predný dom                           | Vorderhaus                                                         | č. NKP: 508-2847/1 Stand des NKP: 2012-02-08 Name: DOM ĽUDOVÝ I.           |
|      | Datei hochladen | Gebäude in regionaltypischem Baustil(sk) ObjektID: 508-2847/2          | KG: Vlkolínec Konskr.Nr.: 9021                                                | zrubový;zadný dom                                     | Hinterhaus                                                         | č. NKP: 508-2847/2 Stand des NKP: 2012-02-08 Name: DOM ĽUDOVÝ II.          |
|      | Datei hochladen | Stall(sk) ObjektID: 508-2847/3                                         | KG: Vlkolínec Konskr.Nr.: 9020                                                | zrubová;predná časť dvojmaštale                       | Vorderteil des Doppelstalles                                       | č. NKP: 508-2847/3 Stand des NKP: 2012-02-08 Name: MAŠTAĽ I.               |
|      | Datei hochladen | Stall(sk) ObjektID: 508-2847/4                                         | KG: Vlkolínec Konskr.Nr.: 9020                                                | zrubová;zadná časť dvojmaštale                        | Hinterteil des Doppelstalles                                       | č. NKP: 508-2847/4 Stand des NKP: 2012-02-08 Name: MAŠTAĽ II.              |
|      | Datei hochladen | Scheune(sk) ObjektID: 508-2847/5                                       | KG: Vlkolínec Konskr.Nr.: 9020                                                | zrubová;časť dvojstodoly                              |                                                                    | č. NKP: 508-2847/5 Stand des NKP: 2012-02-08 Name: STODOLA I.              |
|      | Datei hochladen | Scheune(sk) ObjektID: 508-2847/6                                       | KG: Vlkolínec Konskr.Nr.: 9020                                                | zrubová;časť dvojstodoly                              |                                                                    | č. NKP: 508-2847/6 Stand des NKP: 2012-02-08 Name: STODOLA II.             |
|      | Datei hochladen | Gebäude in regionaltypischem Baustil(sk) ObjektID: 508-2849/0          | KG: Vlkolínec Konskr.Nr.: 9022                                                | zrubový                                               |                                                                    | č. NKP: 508-2849/0 Stand des NKP: 2012-02-08 Name: DOM ĽUDOVÝ              |
| ja   | Datei hochladen | Gebäude in regionaltypischem Baustil(sk) ObjektID: 508-2850/0          | Standort KG: Vlkolínec Konskr.Nr.: 9023                                       | zrubový                                               |                                                                    | č. NKP: 508-2850/0 Stand des NKP: 2012-02-08 Name: DOM ĽUDOVÝ              |
| ja   | Datei hochladen | Gebäude in regionaltypischem Baustil(sk) ObjektID: 508-2851/0          | Standort KG: Vlkolínec Konskr.Nr.: 9024                                       | zrubový+murovaný                                      |                                                                    | č. NKP: 508-2851/0 Stand des NKP: 2012-02-08 Name: DOM ĽUDOVÝ              |
| ja   | Datei hochladen | Gebäude in regionaltypischem Baustil(sk) ObjektID: 508-2852/1          | Standort KG: Vlkolínec Konskr.Nr.: 9025                                       | zrubový                                               |                                                                    | č. NKP: 508-2852/1 Stand des NKP: 2012-02-08 Name: DOM ĽUDOVÝ              |
|      | Datei hochladen | Scheune(sk) ObjektID: 508-2852/2                                       | KG: Vlkolínec Konskr.Nr.: 9025                                                | zrubová;stodola so senníkom                           | Scheune und Heuboden                                               | č. NKP: 508-2852/2 Stand des NKP: 2012-02-08 Name: STODOLA                 |
|      | Datei hochladen | Stall(sk) ObjektID: 508-2852/3                                         | KG: Vlkolínec Konskr.Nr.: 9025                                                | zrubová;dvojmaštaľ                                    | Doppelstall                                                        | č. NKP: 508-2852/3 Stand des NKP: 2012-02-08 Name: MAŠTAĽ                  |
| ja   | Datei hochladen | Gebäude in regionaltypischem Baustil(sk) ObjektID: 508-2853/1          | Standort KG: Vlkolínec Konskr.Nr.: 9026                                       | zrubový                                               |                                                                    | č. NKP: 508-2853/1 Stand des NKP: 2012-02-08 Name: DOM ĽUDOVÝ              |
|      | Datei hochladen | Stall(sk) ObjektID: 508-2853/2                                         | KG: Vlkolínec Konskr.Nr.: 9026                                                | zrubová;dvojmaštaľ                                    | Doppelstall                                                        | č. NKP: 508-2853/2 Stand des NKP: 2012-02-08 Name: MAŠTAĽ                  |
| ja   | Datei hochladen | Gebäude in regionaltypischem Baustil(sk) ObjektID: 508-2854/1          | Standort KG: Vlkolínec Konskr.Nr.: 9027                                       | zrubový;predný dom                                    |                                                                    | č. NKP: 508-2854/1 Stand des NKP: 2012-02-08 Name: DOM ĽUDOVÝ              |
|      | Datei hochladen | Stall(sk) ObjektID: 508-2854/2                                         | KG: Vlkolínec Konskr.Nr.: 9027                                                | zrubová                                               |                                                                    | č. NKP: 508-2854/2 Stand des NKP: 2012-02-08 Name: MAŠTAĽ I.               |
|      | Datei hochladen | Scheune(sk) ObjektID: 508-2854/3                                       | KG: Vlkolínec Konskr.Nr.: 9027                                                | zrubová;humno                                         |                                                                    | č. NKP: 508-2854/3 Stand des NKP: 2012-02-08 Name: STODOLA                 |
|      | Datei hochladen | Stall(sk) ObjektID: 508-2854/4                                         | KG: Vlkolínec Konskr.Nr.: 9027                                                | zrubová;záčin                                         |                                                                    | č. NKP: 508-2854/4 Stand des NKP: 2012-02-08 Name: MAŠTAĽ II.              |
| ja   | Datei hochladen | Gebäude in regionaltypischem Baustil(sk) ObjektID: 508-2855/1          | KG: Vlkolínec Konskr.Nr.: 9028                                                | zrubový;zadný dom                                     |                                                                    | č. NKP: 508-2855/1 Stand des NKP: 2012-02-08 Name: DOM ĽUDOVÝ              |
|      | Datei hochladen | Stall(sk) ObjektID: 508-2855/2                                         | KG: Vlkolínec Konskr.Nr.: 9028                                                | zrubová                                               |                                                                    | č. NKP: 508-2855/2 Stand des NKP: 2012-02-08 Name: MAŠTAĽ                  |
|      | Datei hochladen | Scheune(sk) ObjektID: 508-2855/3                                       | KG: Vlkolínec Konskr.Nr.: 9028                                                | zrubová+rámová;humno                                  |                                                                    | č. NKP: 508-2855/3 Stand des NKP: 2012-02-08 Name: STODOLA                 |
| ja   | Datei hochladen | Gebäude in regionaltypischem Baustil(sk) ObjektID: 508-2857/0          | KG: Vlkolínec Konskr.Nr.: 9029                                                | zrubový+murovaný                                      |                                                                    | č. NKP: 508-2857/0 Stand des NKP: 2012-02-08 Name: DOM ĽUDOVÝ              |
|      | Datei hochladen | Gebäude in regionaltypischem Baustil(sk) ObjektID: 508-2858/1          | KG: Vlkolínec Konskr.Nr.: 9030                                                | zrubový                                               |                                                                    | č. NKP: 508-2858/1 Stand des NKP: 2012-02-08 Name: DOM ĽUDOVÝ              |
|      | Datei hochladen | Scheune(sk) ObjektID: 508-2858/2                                       | KG: Vlkolínec Konskr.Nr.: 9030                                                | zrubová;humno                                         |                                                                    | č. NKP: 508-2858/2 Stand des NKP: 2012-02-08 Name: STODOLA                 |
| ja   | Datei hochladen | Gebäude in regionaltypischem Baustil(sk) ObjektID: 508-2859/1          | KG: Vlkolínec Konskr.Nr.: 9031-9032                                           | zrubový;dvojdom,viacrodinný dom                       |                                                                    | č. NKP: 508-2859/1 Stand des NKP: 2012-02-08 Name: DOM ĽUDOVÝ I.           |
|      | Datei hochladen | Stall(sk) ObjektID: 508-2859/2                                         | KG: Vlkolínec Konskr.Nr.: 9031-9032                                           | zrubová                                               |                                                                    | č. NKP: 508-2859/2 Stand des NKP: 2012-02-08 Name: MAŠTAĽ S CHLIEVOM       |
|      | Datei hochladen | Scheune(sk) ObjektID: 508-2859/3                                       | KG: Vlkolínec Konskr.Nr.: 9031-9032                                           | zrubová;humno                                         |                                                                    | č. NKP: 508-2859/3 Stand des NKP: 2012-02-08 Name: STODOLA                 |
| ja   | Datei hochladen | Gebäude in regionaltypischem Baustil(sk) ObjektID: 508-2859/4          | KG: Vlkolínec Konskr.Nr.: 9033-9034                                           | zrubový;dvojdom                                       | Doppelhaus                                                         | č. NKP: 508-2859/4 Stand des NKP: 2012-02-08 Name: DOM ĽUDOVÝ II.          |
|      | Datei hochladen | Stall(sk) ObjektID: 508-2859/5                                         | KG: Vlkolínec Konskr.Nr.: 9068                                                | zrubová;dvojstodola,humno                             |                                                                    | č. NKP: 508-2859/5 Stand des NKP: 2012-02-08 Name: STODOLA S CHLIEVOM      |
| ja   | Datei hochladen | Gebäude in regionaltypischem Baustil(sk) ObjektID: 508-2860/1          | Standort KG: Vlkolínec Konskr.Nr.: 9035                                       | zrubový                                               |                                                                    | č. NKP: 508-2860/1 Stand des NKP: 2012-02-08 Name: DOM ĽUDOVÝ              |
|      | Datei hochladen | Stall(sk) ObjektID: 508-2860/2                                         | KG: Vlkolínec Konskr.Nr.: 9035                                                | zrubová                                               |                                                                    | č. NKP: 508-2860/2 Stand des NKP: 2012-02-08 Name: MAŠTAĽ                  |
|      | Datei hochladen | Stall(sk) ObjektID: 508-2860/3                                         | KG: Vlkolínec Konskr.Nr.: 9035                                                | zrubová;humno                                         |                                                                    | č. NKP: 508-2860/3 Stand des NKP: 2012-02-08 Name: STODOLA                 |
| ja   | Datei hochladen | Gebäude in regionaltypischem Baustil(sk) ObjektID: 508-2861/1          | KG: Vlkolínec Konskr.Nr.: 9036                                                | zrubový                                               |                                                                    | č. NKP: 508-2861/1 Stand des NKP: 2012-02-08 Name: DOM ĽUDOVÝ              |
|      | Datei hochladen | Scheune und Stall(sk) ObjektID: 508-2861/2                             | KG: Vlkolínec Konskr.Nr.: 9036                                                | zrubová;humno                                         |                                                                    | č. NKP: 508-2861/2 Stand des NKP: 2012-02-08 Name: STODOLA S MAŠTAĽOU      |
| ja   | Datei hochladen | Gebäude in regionaltypischem Baustil(sk) ObjektID: 508-2862/1          | KG: Vlkolínec Konskr.Nr.: 9037                                                | zrubový+murovaný                                      |                                                                    | č. NKP: 508-2862/1 Stand des NKP: 2012-02-08 Name: DOM ĽUDOVÝ              |
|      | Datei hochladen | Scheune(sk) ObjektID: 508-2862/2                                       | KG: Vlkolínec Konskr.Nr.: 9037                                                | zrubová;humno                                         |                                                                    | č. NKP: 508-2862/2 Stand des NKP: 2012-02-08 Name: STODOLA                 |
| ja   | Datei hochladen | Gebäude in regionaltypischem Baustil(sk) ObjektID: 508-2863/1          | KG: Vlkolínec Konskr.Nr.: 9038                                                | zrubový                                               |                                                                    | č. NKP: 508-2863/1 Stand des NKP: 2012-02-08 Name: DOM ĽUDOVÝ              |
|      | Datei hochladen | Scheune(sk) ObjektID: 508-2863/2                                       | KG: Vlkolínec Konskr.Nr.: 9038                                                | zrubová;humno                                         |                                                                    | č. NKP: 508-2863/2 Stand des NKP: 2012-02-08 Name: STODOLA                 |
|      | Datei hochladen | Gebäude in regionaltypischem Baustil(sk) ObjektID: 508-2864/1          | KG: Vlkolínec Konskr.Nr.: 9039                                                | zrubový                                               |                                                                    | č. NKP: 508-2864/1 Stand des NKP: 2012-02-08 Name: DOM ĽUDOVÝ              |
|      | Datei hochladen | Scheune und Stall(sk) ObjektID: 508-2864/2                             | KG: Vlkolínec Konskr.Nr.: 9039                                                | zrubová;humno                                         |                                                                    | č. NKP: 508-2864/2 Stand des NKP: 2012-02-08 Name: STODOLA S MAŠTAĽOU      |
|      | Datei hochladen | Gebäude in regionaltypischem Baustil(sk) ObjektID: 508-2865/0          | KG: Vlkolínec Konskr.Nr.: 9041-9042                                           | zrubový;dvojdom                                       | Doppelhaus                                                         | č. NKP: 508-2865/0 Stand des NKP: 2012-02-08 Name: DOM ĽUDOVÝ              |
| ja   | Datei hochladen | Gebäude in regionaltypischem Baustil(sk) ObjektID: 508-2866/1          | KG: Vlkolínec Konskr.Nr.: 9050-9051                                           | zrubový;dvojdom                                       | Doppelhaus                                                         | č. NKP: 508-2866/1 Stand des NKP: 2012-02-08 Name: DOM ĽUDOVÝ              |
|      | Datei hochladen | Scheune(sk) ObjektID: 508-2866/2                                       | KG: Vlkolínec Konskr.Nr.: 9050-9051                                           | zrubová;humno-kópia                                   |                                                                    | č. NKP: 508-2866/2 Stand des NKP: 2012-02-08 Name: STODOLA                 |
|      | Datei hochladen | Gebäude in regionaltypischem Baustil(sk) ObjektID: 508-2867/1          | KG: Vlkolínec Konskr.Nr.: 9052-9053                                           | zrubový;dvojdom                                       | Doppelhaus                                                         | č. NKP: 508-2867/1 Stand des NKP: 2012-02-08 Name: DOM ĽUDOVÝ              |
|      | Datei hochladen | Getreidespeicher(sk) ObjektID: 508-2867/2                              | KG: Vlkolínec Konskr.Nr.: 9055                                                | kamenná;murovaná sýpka                                |                                                                    | č. NKP: 508-2867/2 Stand des NKP: 2012-02-08 Name: SÝPKA                   |
|      | Datei hochladen | STall(sk) ObjektID: 508-2867/3                                         | KG: Vlkolínec Konskr.Nr.: 9052-9053                                           | zrubová;dvojmaštaľ                                    | Doppelstall                                                        | č. NKP: 508-2867/3 Stand des NKP: 2012-02-08 Name: MAŠTAĽ                  |
| ja   | Datei hochladen | hölzerner Glockenturm(sk) ObjektID: 508-2856/0                         | Standort KG: Vlkolínec Konskr.Nr.:                                            | zrubová                                               |                                                                    | č. NKP: 508-2856/0 Stand des NKP: 2012-02-08 Name: ZVONICA DREVENÁ         |

## Legende
Die Tabelle enthält im Einzelnen folgende Informationen:
| Foto:                    | Fotografie des Denkmals. |
| Denkmal / č. ÚZPF:       | Die Übersetzung der Bezeichnung des Denkmals, wie sie vom Slowakischen Denkmalamt (Pamiatkový úrad Slovenskej republiky) verwendet wird. Die Originalbezeichnung ist unter dem Fragezeichen angegeben. Fehlt die Übersetzung, so wird die Originalbezeichnung direkt angezeigt. Weiters ist die Objekt-Identifikationsnummer (Objekt ID) angeführt. Sie ist die offizielle, in der Slowakei eindeutige Nummer č. ÚZPF inklusive der zugehörigen Zählnummer, wie sie in den Daten des Denkmalamtes angegeben wird. Da diese nur innerhalb eines Landkreises gezählt wird, ist dessen Nummer der Denkmalnummer vorangestellt. |
| Standort:                | Wenn in der Liste vorhanden, ist die Adresse angegeben. In Klammern kann sich noch eine zusätzliche Adresse befinden, wenn es beispielsweise ein Eckhaus ist. Bei freistehenden Objekten ohne Adresse (zum Beispiel bei Bildstöcken) ist eine Adresse angegeben, die in der Nähe des Objekts liegt. Durch Aufruf des Links Standort wird die Lage des Denkmals in verschiedenen Kartenprojekten angezeigt. Darunter sind die Katastralgemeinde (KG) und, wenn vorhanden, die Konskriptionsnummer (Konskr. Nr.) angegeben.                                                                                                   |
| Offizielle Beschreibung: | Es ist die Kurzbeschreibung auf Slowakisch, wie sie in den offiziellen Listen angegeben ist, eingetragen. |
| Beschreibung:            | Kurze Angaben zum Denkmal auf Deutsch. |
| Metadaten:               | Zusätzlich werden, wenn in den persönlichen Einstellungen das Helferlein Dauerhaftes Einblenden von Metadaten aktiviert ist, ebensolche angezeigt. |

- Karte mit allen Koordinaten:
- OSM |
- WikiMap